# قلعه بالابان
قلعه بالابان مربوط به سدهٔ ۱۰ تا ۱۲ ه.ق است و در شهرستان خوی، بخش مرکزی، روستای بالابان واقع شده و این اثر در تاریخ ۱۰ خرداد ۱۳۸۲ با شمارهٔ ثبت ۸۹۱۳ به‌عنوان یکی از آثار ملی ایران به ثبت رسیده است.